# MGM National Harbor
MGM National Harbor — знаходиться в Нешнел Харбор, Меріленд, штат Невада. Казино відкрили 8 грудня 2016 року і знаходиться під управлінням MGM Resorts International.

## Місцезнаходження
MGM National Harbor розташований на 23 акрах неподалік від Interstate 495 та набережного району National Harbor's по півночі. Він розташований недалеко від Woodrow Wilson Bridge і приблизно за 10 миль (16 км) від Вашингтону, округ Колумбія.

## Історія

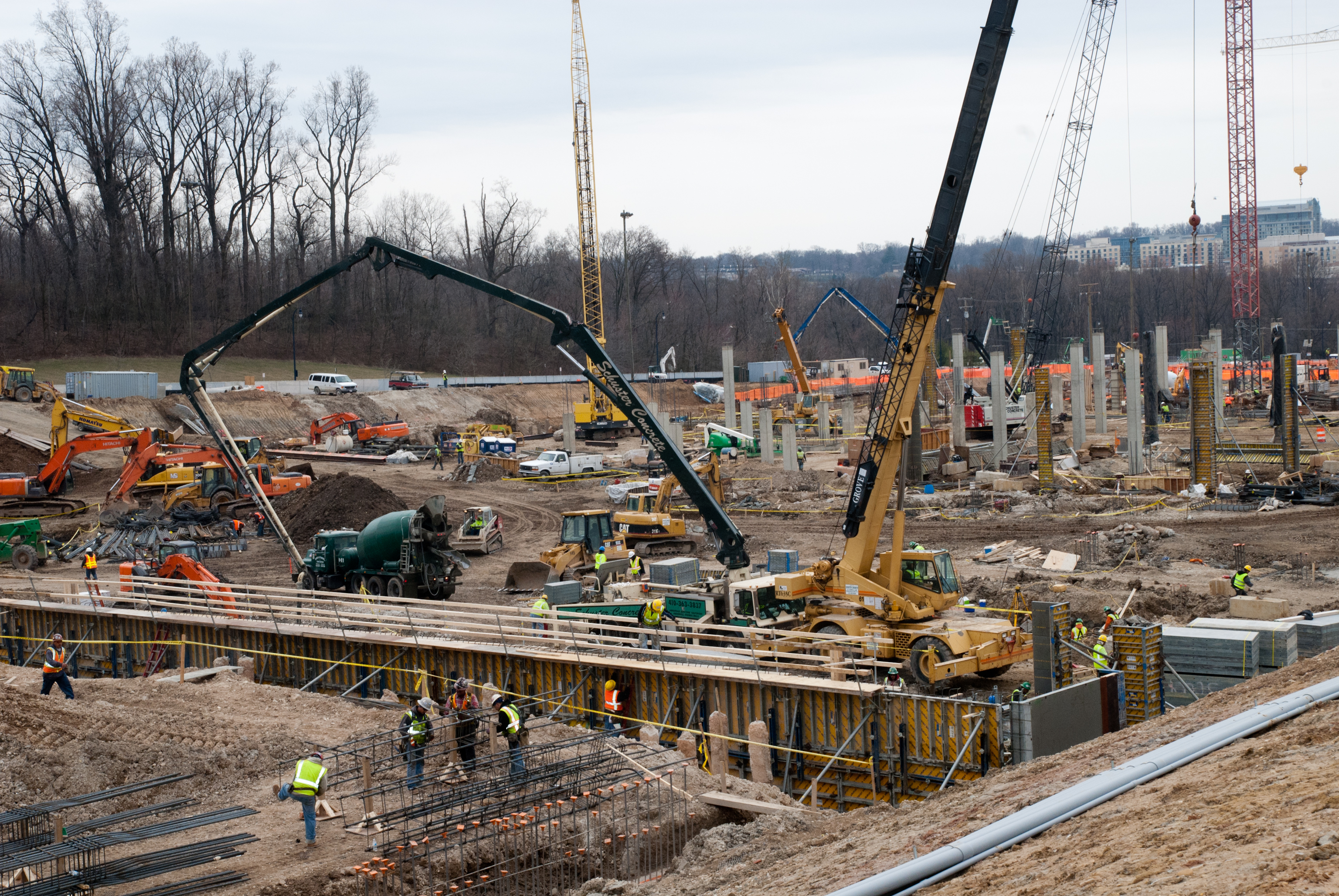
Будівництво MGM National Harbor в березні 2015

MGM Resorts International отримали ліцензію в грудні 2013 року, планувалася сума на будівництво $925 мільйонів (пізніше збільшена до $ 1,2 млрд) в National Harbor. Компанія отримала ліцензію після того, як конкуруючі зі ставками від Penn National Gaming розробити US $ 700 млн центр на своєму Rosecroft Raceway і Greenwood гонки розробити $ 761 млн об'єкт в США недалеко від штату Меріленд Рут 210.
Будівництво на MGM National Harbor почалася в квітні 2014 року і відкрите 8 грудня 2016 року. Двері офіційно відкритий після 10:30 вечора, 30 хвилин попереду запланованого часу. Протягом години майже кожне ігрове місце було заповнене.

## Дизайн
Зовні білий, Білий зовнішній вигляд будівлі відповідно до мармуру, як в багатьох будівлях Вашингтону, округ Колумбія. Казино розташоване уздовж центральної осі, аналогічно Нешнл мол.

## Юридичні дії
У квітні 2015 року в казино MGM подала до суду на групу підприємств Prince George's County, які стверджували, що казино не відповідає стандартам домовленостей бізнес-меншинств.

## Особливості
MGM National Harbor включає в себе 23-поверховий готель з 308 номерами, 135000 фут² (12500 м²) ігрового простору, торгових площ, спа-центр, сім ресторанів, 3000-місний театр з сімома VIP-апартментами, 27000 фут² (2500 м²) для зустрічей і заходів, а також автостоянка на 4800 машин. Вартість номера починається з $299. В цілому в цьому місці працює 4000 співробітників.
Ігровий простір має 126 настільних ігор, 3300 ігрових автоматів та покер-кімнати з 39 столами.
Західний вхід об'єкта має залізну арку (25 футів на 15 футів), що складається з «знайдених об'єктів», таких як сільськогосподарські інструменти, дитячі іграшки, колеса і осі, спроектованих Боба Ділана.
18 грудня 2016 року був проведений 66-ий випуск Міс Світу.